# Гнилець (село)
Гнилець (словац. Hnilec) — село в окрузі Спішска Нова Вес Кошицького краю Словаччини. Площа села 27,08 км². Станом на 31 грудня 2015 року в селі проживало 427 жителів.

## Історія
Перші згадки про Гнилець датуються 1290 роком.

## Населення
| Рік:            | 1994. | 2004.    | 2014.    | 2024.   |
| --------------- | ----- | -------- | -------- | ------- |
| Кількість осіб: | 568   | 508      | 438      | 411     |
| Різниця:        |       | -10,56 % | -13,77 % | -6,16 % |

| Рік:            | 2023. | 2024.   |
| --------------- | ----- | ------- |
| Кількість осіб: | 407   | 411     |
| Різниця:        |       | +0,98 % |